# علية صهيون

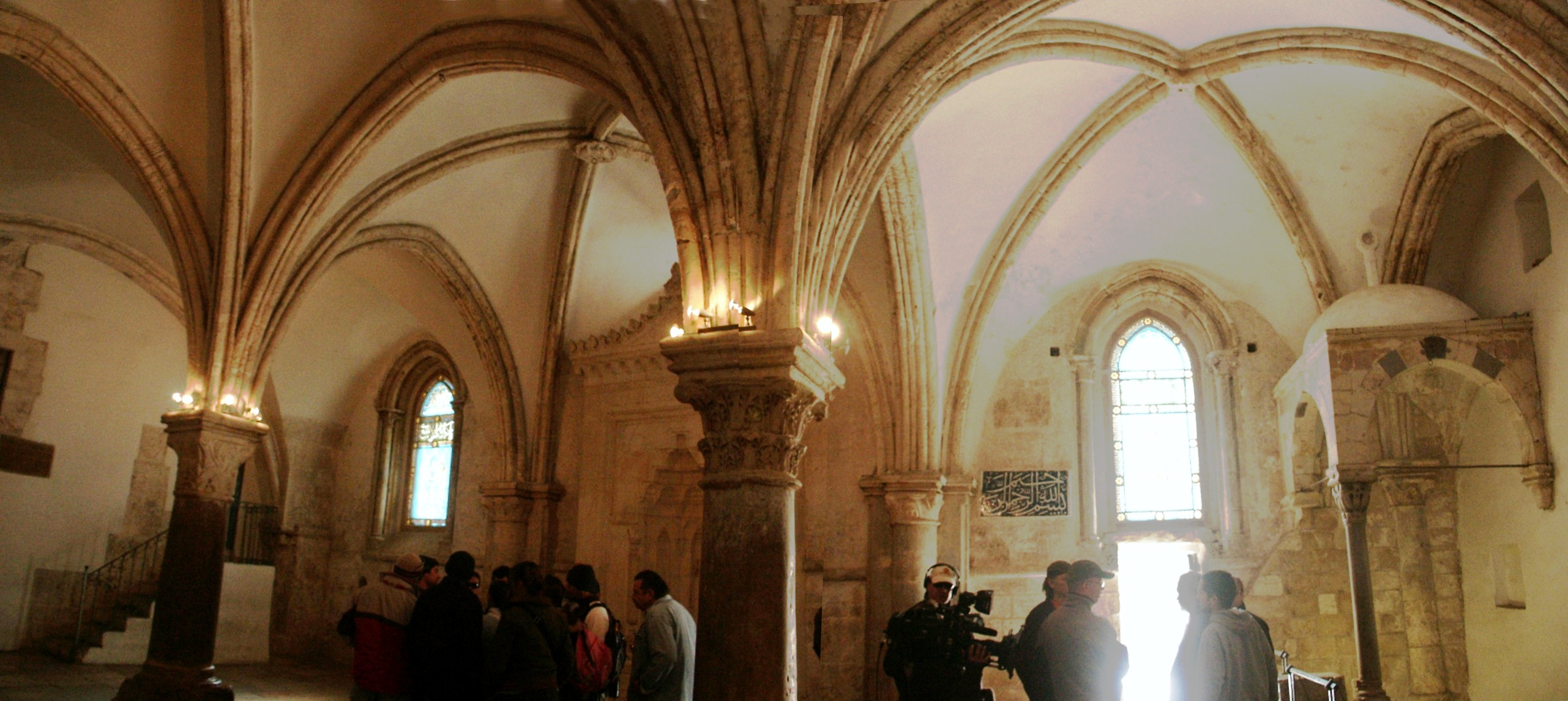
عليّة صهيون، حيث تم العشاء الأخير والعنصرة، وكانت مركز المسيحية المبكرة الأول.

علية صهيون (باللاتينيّة: Cenacle) وتعرف أيضًا باسم «العلية»، ترمز إلى المكان المرتفع الذي يؤكل فيه، وقد جاءت هذه التسمية نسبة إلى كون الغرفة مرتفعة نسبيا عن سطح الأرض. أما بالعربية، فتعرف هذه الغرفة باسم «علية صهيون» نسبة على وجودها على جبل صهيون، وهي تعتبر المبنى الأول للكنيسة لأن هذا المكان شهد انطلاق التبشير بالمسيحية باتجاه كل أصقاع الأرض. هي غرفة تقع في مدينة القدس، على جبل صهيون في ذات المبنى حيث يقع ضريح الملك داود. يشار اليها أنها الموقع حيث تم فيها العشاء الأخير والعنصرة، إلى جانب أنها مركز المسيحية المبكرة الأول. وصفتها الموسوعة الكاثوليكية بأنها أول كنيسة في العالم.
حسب التقاليد المسيحية شهدت علية صهيون عدة أحداث ذكرت في العهد الجديد: منها العشاء الأخير وغسل الأرجل والعنصرة. وللمبنى أهمية في العقيدة المسيحية إذ فيه تأسس كل من القداس الإلهي وسر القربان.

## جدلية المكان
تعتبر علية صهيون من أكثر الأماكن في القدس اثارة للجدل، التي يعتبرها المسيحيون واليهود والمسلمون موقعا مقدسا يؤجج التوترات في مدينة القدس.يفيد التقليد المسيحي ان يسوع المسيح اقام العشاء الأخير مع تلامذته في هذه العلية الواقعة في جبل صهيون خارج اسوار البلدة القديمة في القدس، إضافة إلى قدسيتها حيث جاء في الانجيل ان في هذه العلية أيضا حل الروح القدس على التلامذة بعد قيامة المسيح بخمسين يوما، ويشكل هذان الحدثان ولادة الكنيسة. اما بالنسبة إلى اليهود فهم يدعون ان هذه العلية تضم قبر الملك داود الذي يكرم منذ القرن الثاني عشر. ويعتبره المسلمون الذين بنوا فيها مسجدا حتى احتلال الجيش الإسرائيلي جبل صهيون في 1948، موقعا مقدسا أيضا.